# Quai du désir
Pour plus de détails, voir Fiche technique et Distribution.
Quai du désir est un film français réalisé par Jean Maley et sorti en 1969. 

## Fiche technique
- Titre : Quai du désir
- Réalisation : Jean Maley
- Scénario : Bepi Fontana et Jean Maley
- Dialogues : Bepi Fontana et Camille François
- Photographie : Gérard Brissaud
- Son : Claude Panier et Louis Perrin (mixage)
- Musique : Raymond Iraty et Camille Sauvage
- Production : Welp Productions
- Pays de production :  France
- Distribution : Inter Écran
- Durée : 87 minutes
- Date de sortie : France - 17 décembre 1969[1]

## Distribution
- Alexandre Mincer : Rémy Barrette
- Jean Maley : Jean Sergeat
- François Jaubert : Roger Mondoni
- Bepi Fontana : Jeff
- Alex Le Gascon : Lucky
- Michel Charrel : Mario
- Nathalie Nort : Pascale